# 22.11.63
22.11.63 – amerykański serial telewizyjny z 2016 roku, wyprodukowany przez Bad Robot Productions oraz Warner Bros. Television. Serial jest adaptacją powieści Dallas ’63 autorstwa Stephena Kinga wydanej 8 listopada 2011 roku. Producentami wykonawczymi są J.J. Abrams, Stephen King oraz Bridget Carpenter, którzy napisali wspólnie scenariusz projektu. Premierowy odcinek został wyemitowany 15 lutego 2016 roku za pośrednictwem platformy internetowej Hulu.
W Polsce serial był emitowany od 11 kwietnia 2016 roku przez stację Fox.

## Fabuła
Jake Epping, nauczyciel angielskiego, dowiaduje się od swojego umierającego na raka przyjaciela Ala Templetona, że w jego barze znajduje się tunel, dzięki któremu można cofnąć się do roku 1960. Templeton prosi Jake’a, by ten przeniósł się w czasie i dokończył to co Al zaczął. Al przed śmiercią przedstawia Jake'owi zasady podróży w czasie, w tym m.in. tą, że po powrocie do czasów teraźniejszych nie można wrócić w tę samą przeszłość, ponieważ podczas kolejnej podróży w czasie wszystkie wcześniejsze zmiany zostaną wymazane, a historia pozostanie bez zmian. Jake po śmierci Ala postanawia spełnić prośbę przyjaciela i dokończyć jego misję: zapobiec zamachowi na prezydenta USA, Johna F. Kennedy’ego.

## Obsada
- James Franco jako Jake Epping[5]
- Chris Cooper jako Al Templeton, właściciel restauracji[6]
- Cherry Jones jako Marguerite Oswald, matka Lee[6]
- Sarah Gadon jako Sadie Dunhill[6], bibliotekarka
- Lucy Fry jako Marina Oswald, żona Lee[6]
- Kevin J. O’Connor jako the Yellow Card Man
- George MacKay jako Bill Turcotte,  barman[6]
- Daniel Webber jako Lee Harvey Oswald[6], zamachowiec
- Leon Rippy jako Harry Dunning[6], woźny
- T.R. Knight jako Johnny Clayton[7]
- Brooklyn Sudano jako Christy
- Josh Duhamel jako Frank Dunning[8]

## Odcinki
| Sezon | Sezon | Odcinki | Oryginalna emisja | Oryginalna emisja | Oryginalna emisja | Oryginalna emisja | Oryginalna emisja |
| Sezon | Sezon | Odcinki | Premiera sezonu   | Finał sezonu      | Premiera sezonu   | Finał sezonu      |                   |
| ----- | ----- | ------- | ----------------- | ----------------- | ----------------- | ----------------- | ----------------- |
|       | 1     | 8       | 15 lutego 2016    | 4 kwietnia 2016   | 11 kwietnia 2016  | 30 maja 2016      |                   |

### Sezon 1 (2016)
| Nr | Tytuł                                                                              | Reżyseria        | Scenariusz                         | Premiera Hulu   | Premiera Fox     |
| -- | ---------------------------------------------------------------------------------- | ---------------- | ---------------------------------- | --------------- | ---------------- |
| 1  | 'Królicza nora' The Rabbit Hole                                                    | Kevin Macdonald  | Bridget Carpenter                  | 15 lutego 2016  | 11 kwietnia 2016 |
| 2  | 'Miejsce zbrodni' The Kill Floor                                                   | Fred Toye        | Quinton Peeples                    | 22 lutego 2016  | 18 kwietnia 2016 |
| 3  | 'Inne głosy, inne pokoje' Other Voices, Other Rooms                                | James Strong     | Brian Nelson                       | 29 lutego 2016  | 25 kwietnia 2016 |
| 4  | 'Oczy Teksasu' The Eyes of Texas                                                   | Fred Toye        | Quinton Peeples, Bridgette Wilson  | 7 marca 2016    | 2 maja 2016      |
| 5  | 'Sama prawda' The Truth                                                            | James Franco     | Bridget Carpenter                  | 14 marca 2016   | 9 maja 2016      |
| 6  | 'Wszystkiego najlepszego, Lee Harveyu Oswaldzie' Happy Birthday, Lee Harvey Oswald | John David Coles | Bridget Carpenter                  | 21 marca 2016   | 16 maja 2016     |
| 7  | 'Żołnierzyk' Soldier Boy                                                           | James Kent       | Bridget Carpenter, Quinton Peeples | 28 marca 2016   | 23 maja 2016     |
| 8  | 'Ten dzień' The Day in Question                                                    | James Strong     | Bridget Carpenter                  | 4 kwietnia 2016 | 30 maja 2016     |

## Produkcja
22 września 2014 roku platforma Hulu zamówiła limitowaną serię 11.22.63. Zdjęcia kręcono w Dallas oraz w Kanadzie (m.in. Hamilton, Cambridge).
Pierwotnie projektem serialu miał się zająć Jonathan Demme, ale zrezygnował z powodu braku porozumienia w sprawie scenariusza ze Stephenem Kingiem.